# Veľká Ida
Veľká Ida – wieś (obec) na Słowacji położona w kraju koszyckim, w powiecie Koszyce-okolice. Pierwsze wzmianki o miejscowości pochodzą z roku 1251. 
Według danych z dnia 31 grudnia 2012, wieś zamieszkiwało 3368 osób, w tym 1674 kobiet i 1694 mężczyzn.
W 2001 roku rozkład populacji względem narodowości i przynależności etnicznej wyglądał następująco:
- Słowacy – 49,18%
- Czesi – 0,43%
- Romowie – 31,62%
- Węgrzy – 18,38%

Ze względu na wyznawaną religię struktura mieszkańców kształtowała się w 2001 roku następująco:
- Katolicy rzymscy – 86,75%
- Grekokatolicy – 2,03%
- Ewangelicy – 0,53%
- Prawosławni – 0,07%
- Ateiści – 1,67%
- Nie podano – 1,32%